# Берсо Верхнего сада (Петергоф)
Берсо — памятник архитектуры (четыре штуки) в Верхнем саду Петергофа.
Первые крытые аллеи в Верхнем саду были устроены в 1723 году. В их основе были квадратные бруски толщиной в несколько сантиметров, окрашенные зелёной и белой масляной краской. По сторонам аллей высаживались деревья и кусты, берсо ежегодно ремонтировали. В 1731 году они были украшены вьющимися кистями винограда.
Новые берсо и беседки были построены по сторонам партера в 1737—1740 годах по проектам И. Бланка и И. Давыдова с участием садовых мастеров Л. Гарнихфельта и Б. Фока. Своды аллей затягивались парусным холстом.
В 1763 году берсо были перестроены по проекту Б. Ф. Растрелли.
Восстановление четырёх берсо по чертежам П. П. Ковалевского состоялось в 1971—1972 годах.
В 2020 году отмечалось, что стволы и ветви лип вокруг берсо негативно влияют на их конструкцию.